# Щербак Олександр Юхимович
Олександр Юхимович Щербак (* 30 серпня 1863, Ніжин — † 23 квітня 1934, Севастополь) — український лікар-невропатолог, психіатр й фізіотерапевт, доктор медицини, професор, заслужений діяч науки СРСР.

## Біографія
Народився в місті Ніжині Чернігівської губернії. Освіту здобував в гімназії при Історико-філологічному інституті, яку закінчив у 1881 році з золотою медаллю. Після закінчення гімназії вступив на медичний факультет Київського університету, проте згодом перевівся на третій курс Петербурзької Військової Медичної Академії, яку закінчив у 1887 році, отримавши ступінь лікаря.
В 1890 році в Санкт-Петербурзі захищає дисертацію на тему «Матеріали до вчення про залежність фосфорного обміну від посиленої або послабленої діяльності головного мозку», отримує ступінь доктора медицини та їде у відрядження за кордон. Поотягом 1891–1894 років працює в Парижі та Німеччині, проходить стажування у відомого психіатра Жана-Мартена Шарко.
В 1894 році одночасно призначений приват-доцентом Військово-медичної академії та професором Варшавського університету по кафедрі нервових та душевних хвороб. З 1 січня 1894 року затверджений екстраординарним, а з 1897 року — ординарним професором. У Варшаві організував курси викладання нервових хвороб, судової психіатрії та фізіологічної психології.
З 1911 року мешкав у Севастополі. В 1914 році очолив Романівський інститут фізичних методів лікування у Ялті, яким керував до смерті в 1934 році.
Помер 23 квітня 1934 року, похований на міському цвинтарі Севастополя. Іменем Щербака названо водолікарню у Луганську.

## Наукова спадщина
Автор понад 150 праць з питань неврофізіології, невропатології, психіатрії, курортології та фізіотерапії, у тому числі підручника «Клинические лекции по нервным и душевным болезням» (1901).